# El Seibo (miasto)
El Seibo (pełna nazwa: Santa Cruz de El Seibo) – miasto w Dominikanie; stolica prowincji El Seibo, liczy 97 144 mieszkańców (2012). Miasto położone jest około 135 km na północny wschód od Santo Domingo. Zostało założone w 1502 roku, prawa miejskie otrzymało w 1844 roku i jest jednym z najstarszych miast w kraju.
Na przedmieściach znajdują się slumsy, które zamieszkuje około 8000 mieszkańców. Dzielnica powstała w 1998 roku, kiedy rolnicy stracili cały swój majątek przez Huragan Georges. W 2004 roku rząd rozpoczął projekt budowy domów komunalnych w dzielnicy Villa Guerrero. W El Seibo od ponad 100 lat działa wytwórnia produkująca orzeźwiający napój o nazwie Mabi. 
W mieście znajdują się kościoły rzymskokatolickie oraz obiekty religijne innych wspólnot: mormonów, Świadków Jehowy, adwentystów i zielonoświątkowców.
Z miasta pochodzi Alejandro Woss y Gil, generał armii Dominikany, polityk, minister obrony i wiceprezydent i dwukrotny prezydent kraju oraz baseballista César Francisco Gerónimo Zorrilla.